# Marcelo Mattos
Marcelo Mattos (sinh ngày 10 tháng 2 năm 1984) là một cầu thủ bóng đá người Brasil.

## Sự nghiệp câu lạc bộ
Marcelo Mattos đã từng chơi cho FC Tokyo và Oita Trinita.